# Olga Skabeeva
Olga Vladimirovna Skabeeva (în rusă Ольга Владимировна Скабеева; n. 11 decembrie 1984, Voljski, RSFS Rusă, URSS) este o prezentatoare de televiziune, comentatoare politică și propagandistă rusă. Skabeeva a primit porecla „Păpușa de fier TV a lui Putin” din cauza criticilor ei la adresa opoziției ruse.

## Tinerețe si educație
Skabeeva s-a născut în 1984 la Voljsky, regiunea Volgograd, Uniunea Sovietică. La început a studiat la o școală privată ruso-americană, apoi s-a mutat la o școală secundară generală, de la care a absolvit cu onoare.
În clasa a X-a a decis să devină jurnalistă. A studiat la Facultatea de Jurnalism de la Universitatea de Stat din Sankt Petersburg, unde a absolvit cu onoare în 2008. Cariera ei de jurnalism a început la un ziar local.

## Carieră
Skabeeva a devenit proeminentă în 2012–2013 odată cu reflectarea procesului Pussy Riot, a creșterii concomitente a mitingurilor antiguvernamentale și a anchetelor penale ulterioare asupra activităților susținătorilor opoziției ruse. Rapoartele ei critice ale opoziției ruse au determinat-o pe criticul TV Irina Petrovskaia să o descrie ca membră a „forțelor de operațiuni speciale” ale televiziunii de stat ruse, iar tonul ei ca fiind „ procuror și acuzator”.
În 2015–2016, Skabeeva a găzduit programul autoarei Vesti.doc pe postul de televiziune Rusia-1. Din 12 septembrie 2016, împreună cu soțul Evgheni Popov, ea a găzduit 60 Minut un talk-show social și politic pe Rusia-1, prezentat ca un program de discuții pe subiecte de mare profil.
În 2018, Skabeeva a fost implicată într-o încercare de a discredita ancheta britanică privind otrăvirea lui Serghei și a Iuliei Skripal. Programul ei de televiziune a spus că cazul de otrăvire a lui Skripal a fost „un complot britanic elaborat de defăimare a Rusiei”.
Potrivit unei investigații a Fundației Anticorupție (FBK), publicată la 29 iulie 2021, Skabeeva și soțul ei Ievgheni Popov dețin imobile în Moscova, cu o valoare totală de peste 300 de milioane de ruble (4 milioane de dolari). O investigație din 2020 a site-ului The Insider a constatat că Skabeyeva câștigă oficial 12,8 milioane de ruble pe an, iar soțul ei 12,9 milioane. Singurele lor surse de venit raportate sunt holdingul mass- media de stat All-Russia State Television and Radio Broadcasting Company și filiala sa TV Rusia-1.
Skabeeva a câștigat de două ori premiul TEFI al televiziunii ruse, primind distincția în 2017 și 2018.
Ea a numit invazia rusă a Ucrainei din 2022 un efort „de a proteja oamenii din Donbas de un regim nazist ” și a spus că este „fără exagerare, un punct crucial al istoriei”. Pe 15 aprilie 2022, ea a reacționat la scufundarea crucișatorului rus Moskva de către forțele ucrainene, spunând „Se poate numi în siguranță ceea ce a escaladat în Al Treilea Război Mondial”.